# Liste der Namen tropischer Wirbelstürme
Die Liste der Namen tropischer Wirbelstürme wird von der jeweiligen Wetterbeobachtungseinrichtung verwendet. Sturmnamen wurden zur besseren Unterscheidung von Wirbelstürmen in den einzelnen Vorhersagegebieten eingeführt.

## Regionen
Die World Meteorological Organization (WMO) beauftragt sechs Regional Specialized Meteorological Centres (RSMC) mit der Koordination des Monitorings tropischer Wirbelstürme. Daneben gibt es einige lokale Schemata.

### Nordatlantik
Im nördlichen Atlantischen Ozean werden die Stürme durch das National Hurricane Center der Vereinigten Staaten benannt. Es gibt sechs verschiedene Namenslisten, die beginnend mit Liste I seit 1979 in Verwendung sind und Gebrauch von Namen beiderlei Geschlechts machen. Die Namen sind in alphabetischer Reihenfolge geordnet, die sich nach sechs Jahren wiederholen. So wurde im Jahr 2007 Liste V verwendet, im Jahre 2008 kam Liste VI zum Einsatz, im Jahr 2009 wieder Liste I und so fort. Namen von Stürmen, die aufgrund ihrer Sachschäden oder Opferzahlen sehr schwerwiegend waren, können durch die WMO von der Liste gestrichen werden. Es werden alle Buchstaben des Alphabets verwendet, mit Ausnahme der Buchstaben Q, U, X, Y und Z.
Das Geschlecht der Namen wechselt zwischen den aufeinanderfolgenden Namen in einer Liste (auf einen männlichen Namen folgt ein weiblicher und umgekehrt) und ebenso zwischen den ersten Namen zwischen zwei aufeinanderfolgenden Listen (in Jahren mit gerader Jahreszahl beginnt die Liste mit einem männlichen Namen, in Jahren mit ungerader Jahreszahl mit einem weiblichen).
Die Verwendung von 21 Namen wurde festgelegt, weil in der sehr aktiven atlantischen Hurrikansaison 1933 21 tropische Wirbelstürme aufgezeichnet wurden, was lange Jahre ein Rekordwert war, der erst während der atlantischen Hurrikansaison 2005 gebrochen wurde, in welcher 28 Stürme (27 benannte und ein unbenannter) aufgezeichnet wurden und das erste Mal die Verwendung des griechischen Alphabets zur Benennung der Stürme erforderlich war.
| 2021 Liste 1 | Ana     | Bill    | Claudette | Danny    | Elsa     | Fred     | Grace     | Henri    | Ida      | Julian    | Kate  |
| 2021 Liste 1 | Larry   | Mindy   | Nicholas  | Odette   | Peter    | Rose     | Sam       | Teresa   | Victor   | Wanda     | –     |
| 2022 Liste 2 | Alex    | Bonnie  | Colin     | Danielle | Earl     | Fiona    | Gaston    | Hermine  | Ian      | Julia     | Karl  |
| 2022 Liste 2 | Lisa    | Martin  | Nicole    | Owen     | Paula    | Richard  | Shary     | Tobias   | Virginie | Walter    | –     |
| 2023 Liste 3 | Arlene  | Bret    | Cindy     | Don      | Emily    | Franklin | Gert      | Harold   | Idalia   | Jose      | Katia |
| 2023 Liste 3 | Lee     | Margot  | Nigel     | Ophelia  | Philippe | Rina     | Sean      | Tammy    | Vince    | Whitney   | –     |
| 2024 Liste 4 | Alberto | Beryl   | Chris     | Debby    | Ernesto  | Francine | Gordon    | Helene   | Isaac    | Joyce     | Kirk  |
| 2024 Liste 4 | Leslie  | Milton  | Nadine    | Oscar    | Patty    | Rafael   | Sara      | Tony     | Valerie  | William   | –     |
| 2025 Liste 5 | Andrea  | Barry   | Chantal   | Dexter   | Erin     | Fernand  | Gabrielle | Humberto | Imelda   | Jerry     | Karen |
| 2025 Liste 5 | Lorenzo | Melissa | Nestor    | Olga     | Pablo    | Rebekah  | Sebastien | Tanya    | Van      | Wendy     | –     |
| 2026 Liste 6 | Arthur  | Bertha  | Cristobal | Dolly    | Edouard  | Fay      | Gonzalo   | Hanna    | Isaias   | Josephine | Kyle  |
| 2026 Liste 6 | Leah    | Marco   | Nana      | Omar     | Paulette | Rene     | Sally     | Teddy    | Vicky    | Wilfred   | –     |

Bis einschließlich 2020 sahen die Regeln zur Namensvergabe vor, im Atlantischen Ozean und im östlichen Pazifischen Ozean das griechische Alphabet zu verwenden, wenn die jeweiligen Listen ausgeschöpft waren. Tatsächlich ist dies nur im nördlichen Atlantischen Ozean eingetreten, 2005 und 2020. Am 17. März 2021 gab das RA-VI Hurricane Committee der WMO bekannt, diese Praxis einzustellen, unter anderem wegen der Ähnlichkeit der Aussprachen von Zeta, Eta und Theta, zumal diese direkt aufeinander folgen und wegen möglicher Konfusion bei der Übertragung in andere Sprachen. Außerdem wurden die Namen Eta und Iota wegen der Auswirkungen der jeweiligen Stürme gestrichen. Deswegen wurde für beide Entstehungsgebiete jeweils eine Ersatzliste geschaffen.

### Östlicher Nordpazifik (östlich von 140° westlicher Länge)
Der östliche Nordpazifik folgt bei der Benennung demselben Schema wie der Nordatlantik, verwendet aber eigene Listen. Das derzeitige Schema wurde erstmals im Jahre 1978 verwendet (allerdings wurde damals Liste IV verwendet, um 1979 ebenso wie im Atlantik mit Liste I zu beginnen). Namen, die mit X, Y und Z beginnen, wurden erst ab 1985 hinzugefügt, als die Zahl der Stürme drohte, die Liste auszuschöpfen. Namen mit diesen drei Buchstaben werden im Gegensatz zu den übrigen nicht alle sechs Jahre, sondern jedes zweite Jahr wiederholt, weil zu wenige Vornamen mit diesen Buchstaben beginnen („Xina“ wurde 1985 verwendet und 1992 sogar „Zeke“). Hurrikannamen werden wie im Atlantik gestrichen; der Vorgang ist allerdings weitaus seltener, weil Hurrikane im östlichen Pazifik viel seltener große Schäden anrichten. Die letzte solche Streichung war Hurrikan Patricia, der 2015 vor allem Mexiko schwer traf; außerdem strich die WMO im Frühjahr 2015 den altägyptischen Namen Isis wegen der Übereinstimmung mit dem Akronym des Islamischen Staats, ISIS.
| 2021 Liste 1 | Andres   | Blanca  | Carlos   | Dolores   | Enrique | Felicia  | Guillermo | Hilda     | Ignacio  | Jimena   | Kevin   | Linda  |
| 2021 Liste 1 | Marty    | Nora    | Olaf     | Pamela    | Rick    | Sandra   | Terry     | Vivian    | Waldo    | Xina     | York    | Zelda  |
| 2022 Liste 2 | Agatha   | Blas    | Celia    | Darby     | Estelle | Frank    | Georgette | Howard    | Ivette   | Javier   | Kay     | Lester |
| 2022 Liste 2 | Madeline | Newton  | Orlene   | Paine     | Roslyn  | Seymour  | Tina      | Virgil    | Winifred | Xavier   | Yolanda | Zeke   |
| 2023 Liste 3 | Adrian   | Beatriz | Calvin   | Dora      | Eugene  | Fernanda | Greg      | Hilary    | Irwin    | Jova     | Kenneth | Lidia  |
| 2023 Liste 3 | Max      | Norma   | Otis     | Pilar     | Ramon   | Selma    | Todd      | Veronica  | Wiley    | Xina     | York    | Zelda  |
| 2024 Liste 4 | Aletta   | Bud     | Carlotta | Daniel    | Emilia  | Fabio    | Gilma     | Hector    | Ileana   | John     | Kristy  | Lane   |
| 2024 Liste 4 | Miriam   | Norman  | Olivia   | Paul      | Rosa    | Sergio   | Tara      | Vicente   | Willa    | Xavier   | Yolanda | Zeke   |
| 2025 Liste 5 | Alvin    | Barbara | Cosme    | Dalila    | Erick   | Flossie  | Gil       | Henriette | Ivo      | Juliette | Kiko    | Lorena |
| 2025 Liste 5 | Mario    | Narda   | Octave   | Priscilla | Raymond | Sonia    | Tico      | Velma     | Wallis   | Xina     | York    | Zelda  |
| 2026 Liste 6 | Amanda   | Boris   | Cristina | Douglas   | Elida   | Fausto   | Genevieve | Hernan    | Iselle   | Julio    | Karina  | Lowell |
| 2026 Liste 6 | Marie    | Norbert | Odalys   | Polo      | Rachel  | Simon    | Trudy     | Vance     | Winnie   | Xavier   | Yolanda | Zeke   |

### Ersatzlisten für Atlantik und östlichen Nordpazifik
| Atlantik | Adria   | Braylen | Caridad | Deshawn  | Emery   | Foster | Gemma    | Heath   | Isla     | Jacobus | Kenzie  | Lucio |
| Atlantik | Makayla | Nolan   | Orlanda | Pax      | Ronin   | Sophie | Tayshaun | Viviana | Will     | –       | –       | –     |
| Pazifik  | Aidan   | Bruna   | Carmelo | Daniella | Esteban | Flor   | Gerardo  | Hedda   | Izzy     | Jacinta | Kenito  | Luna  |
| Pazifik  | Marina  | Nancy   | Ovidio  | Pia      | Rey     | Skylar | Teo      | Violeta | Wilfredo | Xinia   | Yariell | Zoe   |

### Mittlerer Nordpazifik (zwischen Datumslinie und 140° westlicher Länge)
Stürme im mittleren Nordpazifik, also dem Gebiet zwischen der Datumslinie und den 140. Längengrad westlicher Länge, werden durch das Central Pacific Hurricane Center in Honolulu, Hawaii aufgrund von vier Listen benannt. Diese sind alphabetisch nach dem hawaiischen Alphabet geordnet. Diese Listen werden ohne Rücksicht auf das Jahr rotierend verwendet. Der erste Sturmname eines Jahres ist der nächste nicht verwendete Name auf der Liste. Der letzte verwendete Name in der pazifischen Hurrikansaison 2016 war Ulika, und der nächste Sturm, der im mittleren Pazifik entstand, trug den Namen Walaka.
| Liste 1 | Akoni | Ema   | Hone   | Iona   | Keli  | Lala | Moke  | Nolo  | Olana | Pena | Ulana | Wale   |
| Liste 2 | Aka   | Ekeka | Hene   | Iolana | Keoni | Lino | Mele  | Nona  | Oliwa | Pama | Upana | Wene   |
| Liste 3 | Alika | Ele   | Huko   | Iopa   | Kika  | Lana | Maka  | Neki  | Omeka | Pewa | Unala | Wali   |
| Liste 4 | Ana   | Ela   | Halola | Iune   | Kilo  | Loke | Malia | Niala | Oho   | Pali | Ulika | Walaka |

### Westlicher Nordpazifik
Tropische Wirbelstürme im westlichen Nordpazifik (vom Äquator bis 60° nördlicher Breite, zwischen 100° und 180° östlicher Länge) werden durch das Tokyo Typhoon Centre der Japan Meteorological Agency mit einem Namen versehen. Die Namen kommen von Listen, die durch die Mitglieder des WMO Typhoon Committee erstellt wurde. Jedes dieser 14 Mitglieder hat jeweils 10 Namensvorschläge eingereicht. Dabei kommen also insgesamt 140 Namen zur Verwendung. Die Reihenfolge ihrer Verwendung richtet sich nach der alphabetischen Sortierung der englischen Namen der jeweiligen Mitgliedsstaaten.
Um diese Reihenfolge zu veranschaulichen, wurde die Sortierung der Länderliste gemäß ihren englischen Namen in der folgenden Tabelle beibehalten. 
| Liste 1    | Damrey   | Haikui   | Kirogi   | Yun-yeung | Koinu    | Bolaven   | Sanba   | Jelawat | Ewiniar  | Maliksi | Gaemi   | Prapiroon | Maria     | Son-Tinh  |
| Liste 1    | Ampil    | Wukong   | Jongdari | Shanshan  | Yagi     | Leepi     | Bebinca | Pulasan | Soulik   | Cimaron | Jebi    | Krathon   | Barijat   | Trami     |
| Liste 2    | Kong-rey | Yinxing  | Toraji   | Man-yi    | Usagi    | Pabuk     | Wutip   | Sepat   | Mun      | Danas   | Nari    | Wipha     | Francisco | Co-May    |
| Liste 2    | Krosa    | Bailu    | Podul    | Lingling  | Kajiki   | Nongfa    | Peipah  | Tapah   | Mitag    | Ragasa  | Neoguri | Bualoi    | Matmo     | Halong    |
| Liste 3    | Nakri    | Fengshen | Kalmaegi | Fung-Wong | Koto     | Nokaen    | Penha   | Nuri    | Sinlaku  | Hagupit | Jangmi  | Mekkhala  | Higos     | Bavi      |
| Liste 3    | Maysak   | Haishen  | Noul     | Dolphin   | Kujira   | Chan-hom  | Peilou  | Nangka  | Saudel   | Narra   | Gaenari | Atsani    | Etau      | Bang-Lang |
| Liste 4    | Krovanh  | Dujuan   | Surigae  | Choi-wan  | Koguma   | Champi    | In-fa   | Cempaka | Nepartak | Lupit   | Mirinae | Nida      | Omais     | Conson    |
| Liste 4    | Chanthu  | Dianmu   | Mindulle | Lionrock  | Kompasu  | Namtheun  | Malou   | Nyatoh  | Rai      | Malakas | Megi    | Chaba     | Aere      | Songda    |
| Liste 5    | Trases   | Mulan    | Meari    | Ma-on     | Tokage   | Hinnamnor | Muifa   | Merbok  | Nanmadol | Talas   | Noru    | Kulap     | Roke      | Sonca     |
| Liste 5    | Nesat    | Haitang  | Nalgae   | Banyan    | Yamaneko | Pakhar    | Sanvu   | Mawar   | Guchol   | Talim   | Doksuri | Khanun    | Lan       | Saola     |
| Anm. 1. 2. |          |          |          |           |          |           |         |         |          |         |         |           |           |           |

#### Philippinen
Die Philippine Atmospheric, Geophysical and Astronomical Services Administration (PAGASA) vergibt für die in ihrem Zuständigkeitsbereich auftretenden tropischen Wirbelstürme und Tiefdruckgebiete eigene Namen. Diese werden zusätzlich zu den international vereinbarten Namen vergeben. Die Listen werden alle vier Jahre wiederverwendet, beginnend im Jahre 2005. Falls in einem Jahr die Liste nicht ausreicht, werden die Namen von einer Ersatzliste genommen.
| 2016 Liste 4 | Ambo    | Butchoy | Carina   | Dindo   | Enteng | Ferdie   | Gener   | Helen   | Igme   | Julian | Karen         | Lawin         | Marce         |
| 2016 Liste 4 | Nina    | Ofel    | Pepito   | Quinta  | Rolly  | Siony    | Tonyo   | Ulysses | Vicky  | Warren | Yoyong        | Zosimo        | –             |
| 2016 Liste 4 | Alakdan | Baldo   | Clara    | Dencio  | Estong | Felipe   | Gardo   | Heling  | Ismael | Julio  | (Ersatzliste) | (Ersatzliste) | (Ersatzliste) |
| 2017 Liste 1 | Auring  | Bising  | Crising  | Dante   | Emong  | Fabian   | Gorio   | Huaning | Isang  | Jolina | Kiko          | Lannie        | Maring        |
| 2017 Liste 1 | Nando   | Odette  | Paolo    | Quedan  | Ramil  | Salome   | Tino    | Urduja  | Vinta  | Wilma  | Yasmin        | Zoraida       | –             |
| 2017 Liste 1 | Alamid  | Bruno   | Conching | Dolor   | Ernie  | Florante | Gerardo | Hernan  | Isko   | Jerome | (Ersatzliste) | (Ersatzliste) | (Ersatzliste) |
| 2018 Liste 2 | Agaton  | Basyang | Caloy    | Domeng  | Ester  | Florita  | Glenda  | Henry   | Inday  | Jose   | Katring       | Luis          | Maria         |
| 2018 Liste 2 | Neneng  | Opong   | Paeng    | Queenie | Ruby   | Seniang  | Tomas   | Usman   | Venus  | Waldo  | Yayang        | Zeny          | –             |
| 2018 Liste 2 | Agila   | Bagwis  | Chito    | Diego   | Elena  | Felino   | Gunding | Harriet | Indang | Jessa  | (Ersatzliste) | (Ersatzliste) | (Ersatzliste) |
| 2019 Liste 3 | Amang   | Betty   | Chedeng  | Dodong  | Egay   | Falcon   | Goring  | Hanna   | Ineng  | Jenny  | Kabayan       | Lando         | Marilyn       |
| 2019 Liste 3 | Nonoy   | Onyok   | Perla    | Quiel   | Ramon  | Sarah    | Tisoy   | Ursula  | Viring | Weng   | Yoyoy         | Zigzag        | –             |
| 2019 Liste 3 | Abe     | Berto   | Charo    | Dado    | Estoy  | Felion   | Gening  | Herman  | Irma   | Jaime  | (Ersatzliste) | (Ersatzliste) | (Ersatzliste) |

### Nördlicher Indischer Ozean
Die 64 Namen werden der Reihe nach, beginnend mit Liste 1 verwendet und nur einmal gebraucht. Sie kommt für tropische Wirbelstürme zur Anwendung, die sich im Indischen Ozean nördlich des Äquators bilden. Der Zyklon vom 1. Dezember 2017 wurde Ockhi benannt – Liste 7, Zeile 1.
| Vorschlagender Staat | Liste 1 | Liste 2  | Liste 3 | Liste 4 | Liste 5 | Liste 6  | Liste 7 | Liste 8 |
| -------------------- | ------- | -------- | ------- | ------- | ------- | -------- | ------- | ------- |
| Bangladesch          | Onil    | Ogni     | Nisha   | Giri    | Helen   | Chapala  | Ockhi   | Fani    |
| Indien               | Agni    | Akash    | Bijli   | Jal     | Leher   | Megh     | Sagar   | Vayu    |
| Malediven            | Hibaru  | Gonu     | Aila    | Keila   | Madi    | Roanu    | Mekunu  | Hikaa   |
| Myanmar              | Pyarr   | Yemyin   | Phyan   | Thane   | Nanauk  | Kyant    | Daye    | Kyarr   |
| Oman                 | Baaz    | Sidr     | Ward    | Murjan  | Hudhud  | Nada     | Luban   | Maha    |
| Pakistan             | Fanoos  | Nargis   | Laila   | Nilam   | Nilofar | Vardah   | Titli   | Bulbul  |
| Sri Lanka            | Mala    | Rashmi   | Bandu   | Viyaru  | Ashobaa | Maarutha | Gaja    | Pawan   |
| Thailand             | Mukda   | Khai Muk | Phet    | Phailin | Komen   | Mora     | Phethai | Amphan  |

### Australische Region
In der Region um Australien gibt es kein RSMC, sondern die Wetterdienste Indonesiens, Australiens und Papua-Neuguineas betreiben insgesamt fünf Tropical Cyclone Warning Centers (TCWC). Da jedoch drei dieser TCWCs von australischen Bureau of Meteorology betrieben werden, gibt es nur drei Namenslisten. Ein tropisches System erhält in der Region dann einen Namen, wenn es andauernde Windgeschwindigkeiten von 65 km/h erreicht hat und Sturmböen mindestens in einem Halbkreis um das Zentrum auftreten. Sturmnamen werden von der Liste der Namen gestrichen, wenn dies bei der Konferenz des World Meteorological Organization Regional Association V Tropical Cyclone Committee beschlossen wird.
Die Zuständigkeit für die Namensvergabe richtet sich danach, wo sich das System zu einem tropischen Zyklon intensiviert. Sie obliegt dem TCWC Jakarta, wenn dies zwischen dem Äquator und dem zehnten südlichen Breitengrad zwischen 90° östlicher Länge und 125° östlicher Länge geschieht. Passiert dies zwischen Äquator und zehntem südlichen Breitengrade und dabei zwischen 141° östlicher Länge und 160° östlicher Länge, so ist das Tropical Cyclone Warning Center in Port Moresby, Papua-Neuguinea zuständig. Die Namensvergabe für das übrige Gebiet zwischen dem Äquator und 40° südlicher Breite und zwischen 90° östlicher Länge und 160° östlicher Länge obliegt dem australischen Bureau of Meteorology. Wenn ein tropisches Zyklon von einem Verantwortungsbereich in einen anderen zieht, so behält er seinen Namen, es sei denn, er gelangt in den südwestlichen Indik, wo der Mauritius Meteorological Service dem System einen neuen Namen gibt.

#### Australien: TCWCs des Bureau of Meteorology
Bis einschließlich zur Australischen Zyklonsaison 2007–2008 hat die jeweilige Zweigstelle des Bureau of Meteorology in Brisbane, Darwin und Perth als zuständiges Tropical Cyclone Warning Center anhand gesonderter Listen Namen aufgrund des Ozeangebietes vergeben, in dem ein tropischer Wirbelsturm entstand. Beginnend mit der Australischen Zyklonsaison 2008–2009 wurden eine einheitliche Namensvergabe eingeführt. Sie besteht aus fünf Namenslisten, die ähnlich wie im Verantwortungsbereich des Central Pacific Hurricane Center umlaufend verwendet werden, ohne Rücksicht auf das Kalenderjahr. Namen von Stürmen, die in Australien besonders schwere Zerstörungen verursachten, werden von den Listen gestrichen und ersetzt.
| Anika    | Billy   | Charlotte | Dominic | Ellie  | Freddy    | Gabrielle | Herman   | Ilsa    | Jasper | Kirrily | Lincoln |
| Megan    | Neville | Olga      | Paul    | Robyn  | Sean      | Tasha     | Vince    | Zelia   | –      | –       | –       |
| Anthony  | Bianca  | Courtney  | Dianne  | Errol  | Fina      | Grant     | Hayley   | Iggy    | Jenna  | Koji    | Luana   |
| Mitchell | Narelle | Osama     | Peta    | Rubina | Sandra    | Tim       | Victoria | Zane    | –      | –       | –       |
| Alessia  | Bruce   | Catherine | Dylan   | Edna   | Fletcher  | Gillian   | Hadi     | Ivana   | Jack   | Kate    | Lam     |
| Marcia   | Nathan  | Olwyn     | Quang   | Raquel | Stan      | Tatjana   | Uriah    | Yvette  | –      | –       | –       |
| Alfred   | Blanche | Caleb     | Debbie  | Ernie  | Frances   | Greg      | Hilda    | Ira     | Joyce  | Kelvin  | Linda   |
| Marcus   | Nora    | Owen      | Penny   | Riley  | Savannah  | Trevor    | Veronica | Wallace | –      | –       | –       |
| Ann      | Blake   | Claudia   | Damien  | Esther | Ferdinand | Gretel    | Harold   | Imogen  | Joshua | Kimi    | Lucas   |
| Marian   | Noah    | Odette    | Paddy   | Ruby   | Seth      | Tiffany   | Vernon   | –       | –      | –       | –       |

#### Indonesien: TCWC Jakarta
Im indonesischen Verantwortungsbereich erhalten tropische Zyklone fortlaufend Namen von der Liste A, während Liste B Namen enthält, die zur Anwendung kommen, wenn Namen der Liste A gestrichen werden.
| Liste A | Anggrek | Bakung    | Cempaka | Dahlia | Flamboyan | Kenanga | Lili   | Mangga | Seroja   | Teratai |
| Liste B | Anggur  | Belimbing | Duku    | Jambu  | Lengkeng  | Melati  | Nangka | Pisang | Rambutan | Sawo    |

#### Papua-Neuguinea: TCWC Port Moresby
Die Namensvergabe durch das TCWC Port Moresby ist nicht ganz klar. Die Praxis der Vergangenheit zeigt eine zufällige Namensvergabe anhand der Liste A. Sturmnamen werden nur einmal verwendet. Die Liste A wird nach Verwendung eines Sturmnamens in alphabetischer Reihenfolge anhand der Liste B ergänzt. Die Bildung tropischer Zyklone in diesem Verantwortungsbereich ist allerdings sehr selten.
| Liste A | Alu | Buri  | Dodo | Emau | Fere | Hibu | Ila | Kama | Lobu | Maila |
| Liste B | Nou | Obaha | Paia | Ranu | Sabi | Tau  | Ume | Vali | Wau  | Auram |

### Südwestlicher Indischer Ozean
Für die Benamung tropischer Zyklone, die sich im Indischen Ozean südlich des Äquators und der Westgrenze des australischen Verantwortungsbereiches entlang des 90. Grades östlicher Länge bilden, ist Météo-France in La Réunion zuständig. Zyklone, die aus dem australischen Beobachtungsgebiet über den 90. Längengrad herüberwandern, erhalten einen neuen Namen. In umgekehrter Richtung, behalten sie ihren Namen bei. Die Funktionsweise der Listen ist ähnlich zu der im Atlantischen Ozean, die Saison läuft aber aufgrund der Lage auf der Südhalbkugel jeweils von Juli bis Juni des darauffolgenden Jahres. Außerdem wird für jede Saison eine neue Liste aufgestellt, die im Gegensatz zu Nordamerika nicht wiederholt wird. Es kommt somit nicht zu einer Streichung von Namen.
| 2010–11 | Abele     | Bingiza   | Cherono  | Dalilou   | Elvire   | Francis   | Giladi   | Haingo  | Igor    | Jani     | Khabonina | Lumbo    | Maina    |
| 2010–11 | Naledi    | Onani     | Paulette | Qiloane   | Rafael   | Stella    | Tari     | Unjaty  | Vita    | Willy    | Ximene    | Yasmine  | Zama     |
| 2011–12 | Alenga    | Benilde   | Chanda   | Dando     | Ethel    | Funso     | Giovanna | Hilwa   | Irina   | Joni     | Kuena     | Lesego   | Michel   |
| 2011–12 | Noyana    | Olivier   | Pokera   | Quincy    | Rebaone  | Salama    | Tristan  | Ursula  | Violet  | Wilson   | Xavier    | Yekela   | Zania    |
| 2012–13 | Anais     | Boldwin   | Claudia  | Dumile    | Emang    | Felleng   | Gino     | Haruna  | Imelda  | Jamala   | Kachay    | Luciano  | Mariam   |
| 2012–13 | Njazi     | Onias     | Pelagie  | Quiliro   | Richard  | Solani    | Tamim    | Urilia  | Vuyane  | Wagner   | Xusa      | Yarona   | Zacarias |
| 2013–14 | Amara     | Bejisa    | Colin    | Deliwe    | Edilson  | Fobane    | Guito    | Hellen  | Ivanoe  | Jirani   | Katundu   | Letso    | Mirana   |
| 2013–14 | Naserian  | Opang     | Paya     | Querida   | Romane   | Singano   | Tarus    | Unami   | Vuma    | Wamil    | Xolile    | Yasmine  | Zamile   |
| 2014–15 | Adjali    | Bansi     | Chedza   | Diamondra | Eunice   | Fundi     | Glenda   | Haliba  | Ikola   | Joalane  | Kesha     | Lugenda  | Mahara   |
| 2014–15 | Nathan    | Oscar     | Puleng   | Quenelle  | Roselina | Sitara    | Tarik    | Umali   | Vuntu   | Wezi     | Xolani    | Yolande  | Zita     |
| 2015–16 | Annabelle | Bohale    | Corentin | Daya      | Emeraude | Fantala   | Gao      | Hassina | Inacio  | Juma     | Ketiwe    | Lalelani | Moabi    |
| 2015–16 | Naima     | Octave    | Piera    | Quizito   | Richard  | Sofia     | Tatiana  | Umboni  | Vela    | Wayne    | Xaba      | Yazid    | Zenani   |
| 2016–17 | Abela     | Bransby   | Carlos   | Dineo     | Enawo    | Fernando  | Gabekile | Herold  | Irondro | Jeruto   | Kundai    | Lisebo   | Michel   |
| 2016–17 | Nousra    | Olivier   | Pokera   | Quincy    | Rebaone  | Salama    | Tristan  | Ursula  | Violet  | Wilson   | Xila      | Yekela   | Zania    |
| 2017–18 | Ava       | Berguitta | Cebile   | Dumazile  | Eilakim  | Fakir     | Guambe   | Habana  | Iman    | Jobo     | Kanga     | Ludzi    | Melina   |
| 2017–18 | Nathan    | Onias     | Pelagie  | Quamar    | Rita     | Solani    | Tarik    | Urilia  | Vuyane  | Wagner   | Xusa      | Yarona   | Zacarias |
| 2018–19 | Alcide    | Bouchra   | Cilida   | Desmond   | Eketsang | Funani    | Gelena   | Haleh   | Idai    | Joaninha | Kenneth   | Lorna    | Maipelo  |
| 2018–19 | Njazi     | Oscar     | Pamela   | Quentin   | Rajab    | Savana    | Themba   | Uyapo   | Viviane | Walter   | Xangy     | Yemurai  | Zanele   |
| 2019–20 | Ambali    | Belna     | Calvinia | Diane     | Esami    | Francisco | Gabekile | Herold  | Irondro | Jeruto   | Kundai    | Lisebo   | Michel   |
| 2019–20 | Nousra    | Olivier   | Pokera   | Quincy    | Rebaone  | Salama    | Tristan  | Ursula  | Violet  | Wilson   | Xila      | Yekela   | Zania    |
| 2020–21 | Alicia    | Bongoyo   | Chalane  | Danilo    | Eloise   | Faraji    | Guambe   | Habana  | Iman    | Jobo     | Kanga     | Ludzi    | Melina   |
| 2020–21 | Nathan    | Onias     | Pelagie  | Quamar    | Rita     | Solani    | Tarik    | Urilia  | Vuyane  | Wagner   | Xusa      | Yarona   | Zacarias |
| 2021–22 | Ana       | Batsirai  | Cliff    | Dumako    | Emnati   | Fezile    | Gombe    | Halima  | Issa    | Jasmin   | Karim     | Letlama  | Maipelo  |
| 2021–22 | Njazi     | Oscar     | Pamela   | Quentin   | Rajab    | Savana    | Themba   | Uyapo   | Viviane | Walter   | Xangy     | Yemurai  | Zanele   |
| 2022–23 | Ashley    | Balita    | Cheneso  | Dingani   | Enali    | Fabien    | Gezani   | Horacio | Indusa  | Juluka   | Kundai    | Lisebo   | Michel   |
| 2022–23 | Nousra    | Olivier   | Pokera   | Quincy    | Rebaone  | Salama    | Tristan  | Ursula  | Violet  | Wilson   | Xila      | Yekela   | Zania    |
| 2023–24 | Alvaro    | Belal     | Candice  | Djoungou  | Eleanor  | Filipo    | Gamane   | Hidaya  | Ialy    | Jeremy   | Kanga     | Ludzi    | Melina   |
| 2023–24 | Noah      | Onias     | Pelagie  | Quamar    | Rita     | Solani    | Tarik    | Urilia  | Vuyane  | Wagner   | Xusa      | Yarona   | Zacarias |
| 2024–25 | Ancha     | Bheki     | Chido    | Dikeledi  | Elvis    | Faida     | Garance  | Honde   | Ivone   | Jude     | Kanto     | Lira     | Maipelo  |
| 2024–25 | Njazi     | Oscar     | Pamela   | Quentin   | Rajab    | Savana    | Themba   | Uyapo   | Viviane | Walter   | Xangy     | Yemurai  | Zanele   |
| 2025–26 | Awo       | Blossom   | Chenge   | Dudzai    | Ewetse   | Fyita     | Gezani   | Horacio | Indusa  | Juluka   | Kundai    | Lisebo   | Michel   |
| 2025–26 | Nousra    | Olivier   | Pokera   | Quincy    | Rebaone  | Salama    | Tristan  | Ursula  | Violet  | Wilson   | Xila      | Yekela   | Zaina    |

### Südwestlicher Pazifik (Fidschi)
Innerhalb des Verantwortungsbereiches des RSMCs Nadi südlich dem Äquator und zwischen 160° östlicher Länge und 120° westlicher Länge erhalten tropische Zyklone einen Namen, wenn sie andauernde Windgeschwindigkeiten von 65 km/h erreichen und mindestens im Halbkreis um das Zentrum Sturmböen aufweisen. Dieses Kriterium entspricht dem der australischen Region. Die Namensvergabe erfolgt durch das RSMC Nadi alleine, falls sich der Zyklon zwischen dem Äquator und 25° südlicher Breite bildet. Liegt der Ort der Intensivierung des Zyklons südlich davon, erfolgt die Namensvergabe gemeinsam mit dem Tropical Cyclone Warning Center in Wellington, Neuseeland (TCWC Wellington). Zyklone, die in die australische Region wandern oder von dort kommen, behalten ihren ursprünglichen Namen.
| Liste A           | Ana    | Bina  | Cody  | Dovi   | Eva    | Fili   | Gina    | Hagar   | Irene   | Judy   | Kerry   | Lola   | Mal   |
| Liste A           | Nat    | Olo   | Pita  | Rae    | Sheila | Tam    | Urmil   | Vaianu  | Wati    | Xavier | Yani    | Zita   | –     |
| Liste B           | Arthur | Becky | Chip  | Denia  | Elisa  | Fotu   | Glen    | Hettie  | Innis   | Joni   | Ken     | Lin    | Moses |
| Liste B           | Nisha  | Opeti | Pearl | Rene   | Sarah  | Troy   | [ A 1 ] | Vanessa | Wano    | –      | Yvonne  | Zaka   | –     |
| Liste C           | Alvin  | Bune  | Cyril | Daphne | Evan   | Freda  | Garry   | Haley   | Ian     | June   | Kofi    | Lusi   | Mike  |
| Liste C           | Nute   | Odile | Pam   | Reuben | Solo   | Tuni   | Ula     | Victor  | Winston | –      | Yalo    | Zena   | –     |
| Liste D           | Amos   | Bart  | Colin | Donna  | Ella   | Frank  | Gita    | Hali    | Iris    | Jo     | Kala    | Leo    | Mona  |
| Liste D           | Neil   | Oma   | Pami  | Rita   | Sarai  | Tino   | –       | Vicky   | Wiki    | –      | Yolande | Zazu   | –     |
| Liste E (Standby) | Aru    | Bela  | Cook  | Dean   | Eden   | Florin | Garth   | Hart    | Isa     | Julie  | Kevin   | Louise | Mia   |
| Liste E (Standby) | Niko   | Ola   | Pili  | Rex    | Suki   | Tasi   | Uraia   | Velma   | Wanita  | –      | Yates   | Zidane | –     |
| 1.                |        |       |       |        |        |        |         |         |         |        |         |        |       |

### Südatlantik
Wegen der ausgesprochenen Seltenheit tropischer Wirbelstürme im südlichen Atlantischen Ozean gibt es kein Schema der Benennung von Stürmen in diesem Gebiet.
Als sich dort im Jahre 2004 ein Wirbelsturm bildete, wurde er informell auf den Namen Catarina getauft, nach der Stadt Santa Catarina in Brasilien, wo er auf das Festland traf. In manchen meteorologischen Veröffentlichungen wird dieser Sturm auch als Hurrikan Aldonça bezeichnet, mit dem Hintergedanken, ein 'A' für den ersten Sturm zu verwenden. Den Namen Anita erhielt im März 2010 ein tropischer Sturm, der sich vor der Küste der Bundesstaaten Rio Grande do Sul und Santa Catarina bildete. Namenspatin war die für die Geschichte beider Bundesstaaten nicht unwichtige Anita Garibaldi. Anita war der erste offiziell benannte tropische Wirbelsturm im südlichen Atlantischen Ozean.